# Орманово
Орманово или Романово (на гръцки: Δασερό, Дасеро, катаревуса: Δασερόν, Анидрон или Άνυδρος, Анидрос, до 1926 година Ορμάνοβο/ν, Орманово/н) е бивше село в Егейска Македония, Гърция, разположено на територията на дем Пеония в административна област Централна Македония.

## География
Селото е било разположено в югоизточните склонове на планината Паяк (Пайко) между селата Геракарци (Гераконас) на североизток и Цигарево (Анидро) и Радомир (Асвестария) на югозапад.

## История

### В Османската империя
В XIX век Орманово е чисто българско село в Ениджевардарска каза на Османската империя. На австро-унгарската военна карта селото е отбелязано като Орманово (Ormanovo), на картата на Йоргос Кондоянис е отбелязано като Ормановон (Ορμάνοβον), християнско село.
Според статистиката на Васил Кънчов („Македония. Етнография и статистика“) в 1900 година в Романово живеят 60 българи християни.
По данни на Екзархията в 1910 година Романово има 30 семейства, 155 жители българи, от които 105 чифлигари.

### В Гърция
По време на Балканската война в селото влизат гръцки части, а след Междусъюзническата Орманово попада в Гърция. В 1912 година е регистрирано като селище с християнска и мюсюлманска религия и „македонски“ език. Преброяването в 1913 година показва Орманово (Ορμάνοβον) като село с 11 мъже и 9 жени.
Боривое Милоевич пише в 1921 година („Южна Македония“), че Романово има 60 къщи славяни мохамедани.
Всички 30 български семейства се изселват в България. В 20-те години в селото са заселени гърци бежанци. В 1928 година в селото е чисто бежанско с 14 бежански семейства и 72 жители.
В 1926 година името на селото е променено на Дасеро. Поради лошите условия на живот бежанските му жители го напускат и Орманово е заличено.
| Година    | 1913 | 1920 | 1928 | 1940 | 1951 | 1961 | 1971 | 1981 | 1991 | 2001 | 2011 | 2021 |
| --------- | ---- | ---- | ---- | ---- | ---- | ---- | ---- | ---- | ---- | ---- | ---- | ---- |
| Население | 20   | 76   | 89   |      |      |      |      |      |      |      |      |      |